# Dryaderces
Dryaderces es un género de anfibios anuros de la familia Hylidae. Sus especies se distribuyen por el oeste de Brasil, este de Perú y este de Bolivia.

## Especies
Se reconocen las siguientes según ASW:
- Dryaderces inframaculata (Boulenger, 1882)
- Dryaderces pearsoni (Gaige, 1929)